# کریستوف سومان
کریستوف سومان (انگلیسی: Christoph Sumann؛ زادهٔ ۱۹ ژانویهٔ ۱۹۷۶) ورزشکار دوگانه اهل اتریش بود.
از افتخارات وی میتوان به کسب ۲ مدال نقره و ۱ مدال برنز در بازی‌های المپیک زمستانی اشاره کرد.